# Introducing the Hardline According to Terence Trent D’Arby
Introducing the Hardline According to Terence Trent D’Arby — дебютный студийный альбом Теренса Трента Д’Арби. Выпущен в июле 1987 года на Columbia Records и сразу стал хитом в Великобритании, проведя девять недель на вершине английского чарта и став пятикратно платиновым. В США достиг четвёртого места в чарте Billboard 200. По всему миру было продано миллион копий в первые три дня.

## Об альбоме
В США альбом шёл к успеху дольше. Он был выпущен в октябре 1987 года и достиг четвёртого места в чарте Billboard 200 7 мая 1988 года. В ту же неделю сингл «Wishing Well» возглавил чарт Billboard Hot 100.
Другие синглы с альбома — «If You Let Me Stay», который попал в десятку Великобритании, и «Sign Your Name», попавший на четвёртое место Billboard Hot 100 и второе в Великобритании. Четвёртый сингл, «Dance, Little Sister», попал в первую двадцатку Великобритании.

## Список композиций
Все песни написаны Д’Арби, кроме тех, где об этом указано.
1. «If You All Get to Heaven» — 5:17
2. «If You Let Me Stay» — 3:14
3. «Wishing Well» (D’Arby, Sean Oliver) — 3:30
4. «I’ll Never Turn My Back on You (Father’s Words)» — 3:37
5. «Dance Little Sister» — 3:55
6. «Seven More Days» — 4:32
7. «Let’s Go Forward» — 5:32
8. «Rain» — 2:58
9. «Sign Your Name» — 4:37
10. «As Yet Untitled» — 5:33
11. «Who’s Lovin' You» (William «Smokey» Robinson) — 4:24

## Позиции в чартах
| Чарт (1988)                               | Наивысшая позиция |
| ----------------------------------------- | ----------------- |
| Australian Kent Music Report Albums Chart | 1                 |
| UK Albums Chart                           | 1                 |
| Italian Albums Chart                      | 5                 |
| Billboard 200                             | 4                 |

## Премии и номинации
- 1988: Номинация на премии «Soul Train Awards» — лучший новый исполнитель
- 1988: Номинация на премии «Грэмми» — лучший новый исполнитель
- 1988: Премия «Грэмми» — лучшее мужское вокальное исполнение в стиле R&B
- 1988: Премия «Brit Awards» — лучший новый зарубежный исполнитель